# Station Market Rasen
Market Rasen is een spoorwegstation van National Rail in Market Rasen, West Lindsey in Engeland. Het station is eigendom van Network Rail en wordt beheerd door East Midlands Railway. Het station is geopend in 1848.